# US Army Special Forces
US Army Special Forces (Zielone Berety – Green Berets) – jednostki specjalne wojsk lądowych Stanów Zjednoczonych. Baza tej jednostki mieści się w Fayetteville – Fort Liberty w Karolinie Północnej.
Oficjalnym mottem jednostki są słowa De oppresso liber (ang. To liberate the oppressed), w wolnym tłumaczeniu pol. Uwolnić uciskanych (wyzwalaj uciemiężonych).

## Historia
Jednostka została założona przez płk. Aarona Banka 19 czerwca 1952. Otrzymała wówczas nazwę 10th SFGA (Special Force Group Airborne). Nazwa ta była dezinformacją, gdyż faktycznie była pierwszą taką jednostką. Pierwszymi żołnierzami jednostki byli weterani z II wojny światowej z jednostki United States Army Rangers i żołnierze wojsk powietrznodesantowych. Liczebność jednostki w dniu powstania liczyła 2300 żołnierzy. Głównymi zadaniami jednostki miało być przedostawanie się drogą powietrzną, morską lub lądową na terytorium wroga, gdzie miano prowadzić walkę z uwzględnieniem walki partyzanckiej z wojskami przeciwnika z równoczesnym prowadzeniem misji wywiadowczych. Żołnierze mieli przetrwać na terytorium nieprzyjaciela kilka miesięcy bez dostaw zapasów.
W 1953 10 SFGA została podzielona na 2 jednostki, jedna została wysłana do Niemiec Zachodnich do miejscowości Bad Tölz, a druga pozostała w Fort Bragg i została przemianowana na 77 SFGA. Dwie grupy treningowe z 77 SFGA posłano do Japonii, gdzie prowadzili misje szkoleniowe w południowo-wschodnich krajach azjatyckich, m.in. w Wietnamie Południowym. W 1957 z tych dwóch grup treningowych utworzono 1 SFGA na Okinawie.
W czerwcu 1960 77 SFGA została przemianowana na 7 SFGA. W tym też roku Fort Bragg odwiedził prezydent John F. Kennedy, który na prośbę żołnierzy zezwolił na noszenie przez nich zielonych beretów, od których pochodzi ich obecna nazwa.
W 1971 zmniejszono liczebność jednostki, zmieniono również program szkolenia. W lipcu 1971 powstała 1 SFOD „Delta Force” do zadań antyterrorystycznych. Do tych samych celów przeznaczona była powstała w 1977 jednostka o nazwie „Blue Light”, która rozpadła się rok później.
Po roku 1980 oddziały jednostki rozmieszczone były w kilku miejscach na świecie. Część misji zmieniła się w misje pokojowe i misje humanitarne.
Żołnierze tej jednostki brali udział w akcjach m.in. podczas wojny w Wietnamie, a także w konfliktach w Iraku, Bośni, Afganistanie i na Haiti oraz Panamie. W zależności od polityki danego państwa i interesów Stanów Zjednoczonych, ludzie w zielonych beretach pomagają siłom uniemożliwiającym dokonanie przewrotu lub wspierają rebeliantów. 5th Special Forces Group Operational Detachment Alpha (tzw. A-Team) walczyła wspólnie z 1 PSK w Iraku.

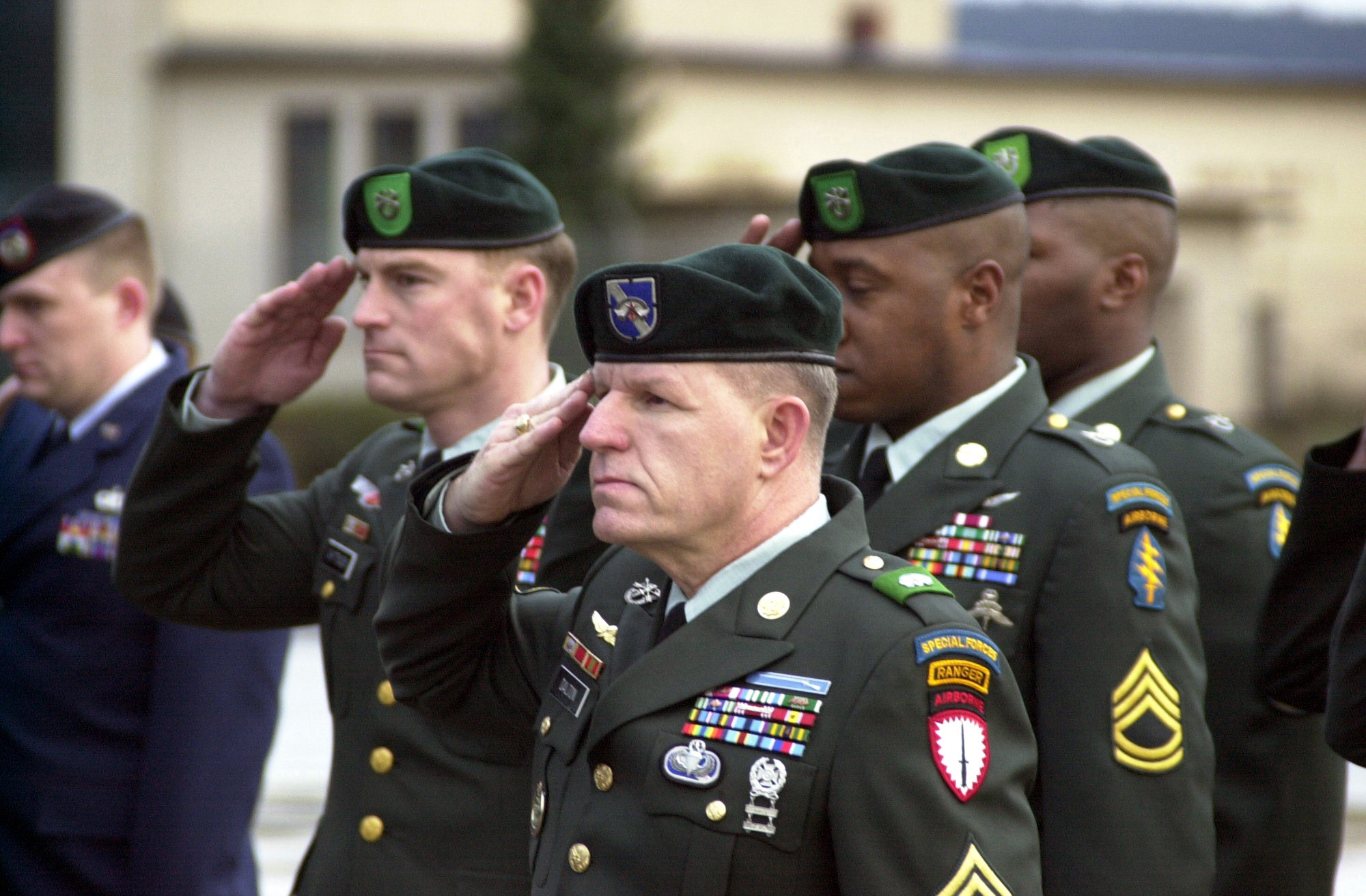
„Zielone Berety” w mundurach galowych

## Szkolenie
W przyjęciu do jednostki obowiązuje zasada doboru i selekcji pod względem jakości, a nie ilości.
Komandosi uczą się: regulaminów, rozkazów polowych, map, zasad patrolowania, planowania, dowodzenia i wykonywania zasadzek, strzelectwa, rozpoznawania: urządzeń wojskowych, broni, wyposażenia; orientacji w terenie, rajdów i innych podstawowych zadań, z równoczesnym treningiem fizycznym. Następnie przechodzą kurs łączności, trening spadochronowy, trening snajperski, szkolenia paramedyków, zgrywanie grupy w realnym działaniu, także zgrupowani w małe jednostki taktyczne, trening pod ostrzałem ostrej amunicji. Dalsze szkolenie to m.in. przenikanie na teren wroga, szybkie i płynne posługiwanie się językiem, zwyczaje i kultura różnych regionów świata.
Żołnierze przechodzą także kurs SERE (przetrwania, unikania, oporu i ucieczki). Kurs ten uczy m.in. budowy ukryć, prymitywnych busoli, broni, wspinaczki bez zabezpieczenia, plecenia lin, umiejętność zdobywania jedzenia.
W końcowej fazie szkolenia żołnierze uczą się szeroko pojętej walki niekonwencjonalnej. Chodzi o pomoc, doradztwo, finansowanie, trening, wspieranie, ukierunkowywanie i szkolenie partyzantów. Walka niekonwencjonalna wymaga pomysłowości dowódców oraz wykorzystania wszelkich możliwych środków, planów i zaskoczenia.

## Struktura organizacyjna
Jednostka podzielona jest na grupy. Każda grupa składa się z kilku do kilkunastu osób. Standardowa grupa to tzw. „wielka czwórka” i 8 ekspertów.
Czwórka to: dowódca-oficer, jego zastępca, sierżant z wywiadu i najstarszy z sierżantów, nazywany sierżantem dowódcą.
Pozostałych ośmiu sierżantów to eksperci w czterech dziedzinach: starszy i młodszy specjalista ds. broni, starszy i młodszy saper, medycy i łącznościowcy. Specjalista od broni musi umieć obsługiwać wszelkie rodzaje broni, z jakimi może mieć do czynienia w czasie wykonywania zadań. Saper zna się na minowaniu, ale też przechodzi kurs podstaw konstrukcji budynków, zna się na elektryczności, stolarstwie, umie budować studnie i podobne urządzenia. Jeśli przez okolice, w której operuje grupa, przeszedł huragan, saperzy pomagają miejscowej ludności. Medyk musi umieć udzielić pierwszej pomocy, ustabilizować rannego, zorganizować ewakuację, a jeśli zaistnieje taka potrzeba to stawia diagnozę i zajmuje się leczeniem chorego.